# Tanečnice (Moravskoslezské Beskydy)
Tanečnice je hora v Moravskoslezských Beskydech, 1 km severovýchodně od Pusteven a 4 km jihovýchodně od Trojanovic. Zalesněno smrko-bukovým lesem.
Podle jedné z pověstí dostala hora svůj název podle pohanských obřadů doprovázených divokými tanečními reji. Jiná pověst vypráví o líné Barce, která doma nikdy s ničím nepomohla, jen noc co noc utíkala do lesa a za svitu měsíce tančila. Samotný Radegast se rozhodl ji za její lenost potrestat a proměnil ji v mohutnou horu, jejíž svahy spadají do údolí jako záhyby dívčích sukní.

## Vrchol(y)
Vrcholová plošina je pokrytá kamennými mužiky. Nejvyšší bod je u stromu s turistickým rozcestníkem, nedaleko vrcholu je geodetický bod.
Asi 600 m západně od hlavního vrcholu se nachází druhý vrchol, pojmenovaný autory projektu Tisícovky Čech, Moravy a Slezska jako Tanečnice - Z vrchol (1076 m, souřadnice 49°29′34″ s. š., 18°16′4″ v. d.). Sedlo mezi oběma vrcholy má nadmořskou výšku 1056 m.

## Přístup
Oba vrcholy jsou přístupně po červené značce z Pusteven na Čertův mlýn, kterou kopíruje i zimní lyžařská trasa. Západní vrchol je od Pusteven 0,5 km, hlavní vrchol 1 km.

## Galerie

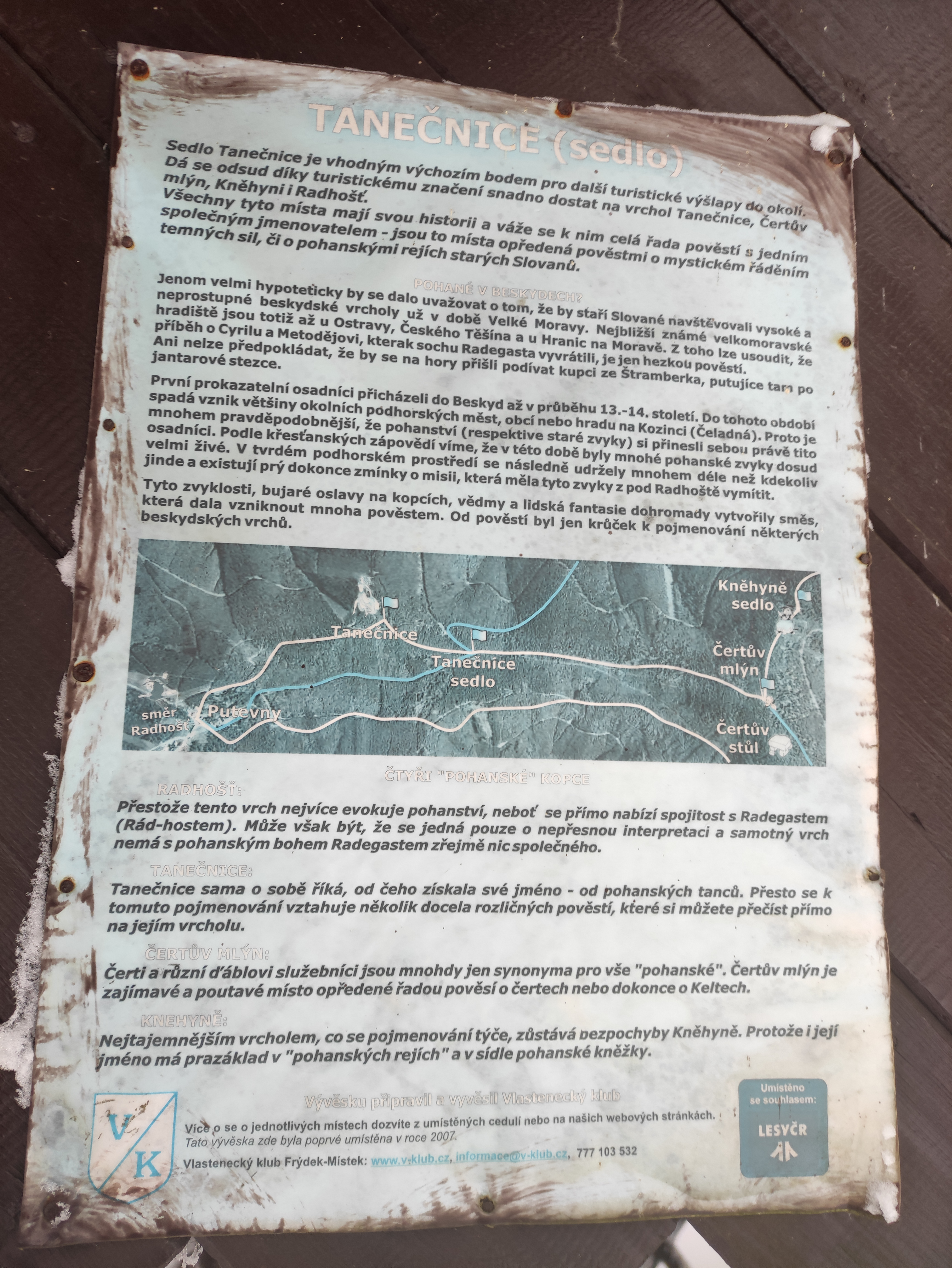
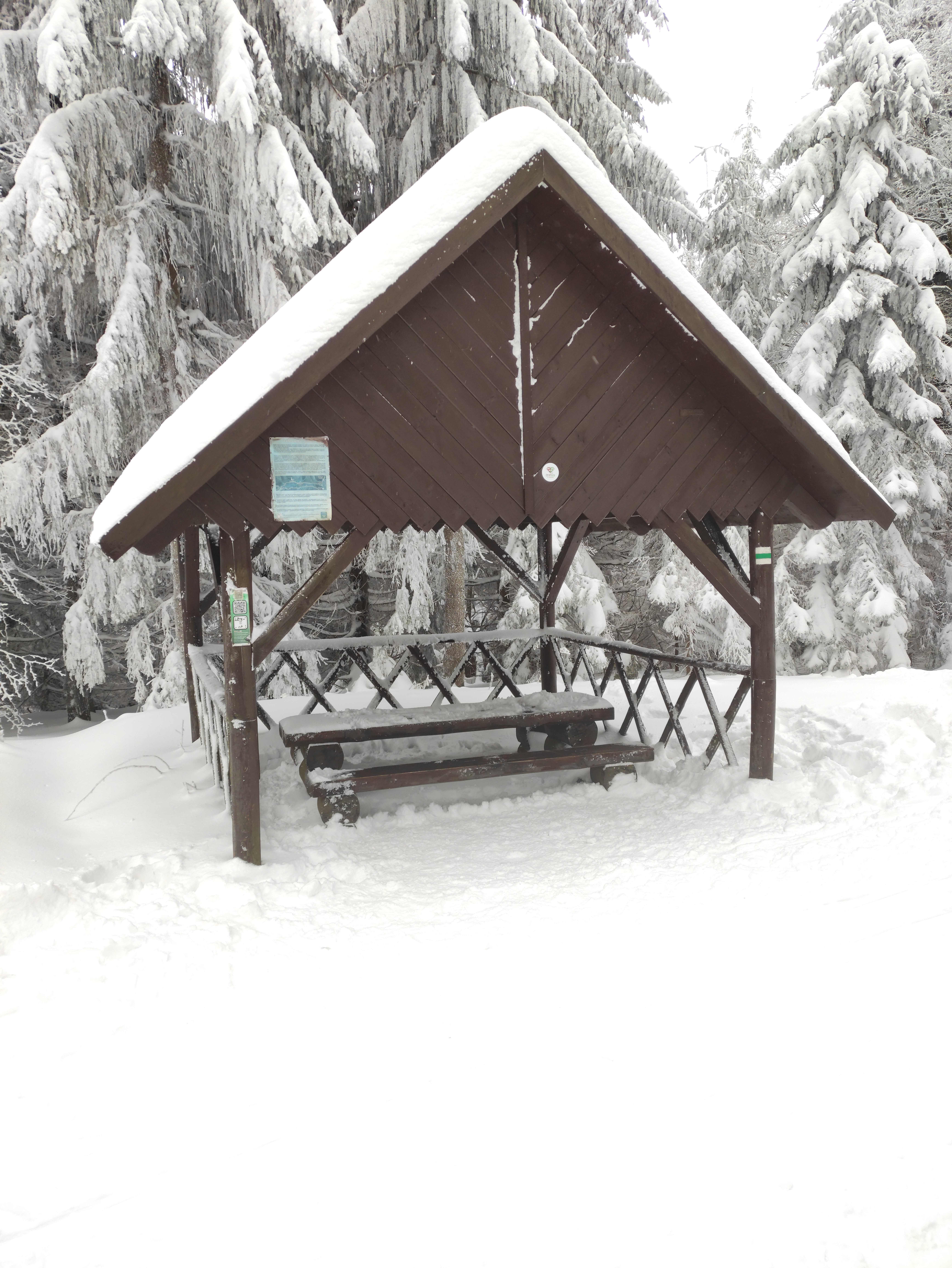